# Мюнстер, Каспар фон
Каспар фон Мюнстер (? — 1577) — крупный государственный и военный деятель Ливонского ордена, орденский казначей (1538), комтур Мариенбурга (Алуксне) (1540—1551), ландмаршал Ливонского ордена (1551—1556), комтур Виндавы (1561—1562).

## Биография
Родился на рубеже XV—XVI в., во Фрисландии, под Гронингеном. Около 1515 года вступил в Ливонский орден. В 1538 году Каспар фон Мюнстер был назначен казначеем ордена. В 1540 году стал комтуром (командиром) в замке Мариенбург. В 1551 году новый магистр Генрих фон Гален назначил Каспара фон Мюнстера ландмаршалом Ливонского ордена.
В марте 1556 года на орденском ландтаге маршал Каспар фон Мюнстер предложил заключить военный союз со Швецией, Польшей и Пруссией. Но ливонский магистр отклонил это предложение. В апреле того же года престарелый ливонский магистр Генрих фон Гален назначил своим коадъютором Феллинского комтура Вильгельма фон Фюрстенберга. Это вызвало недовольство орденского маршала Каспара фон Мюнстера, который сам претендовал на эту должность, рассчитывая в будущем стать магистром Ливонского ордена. Каспар фон Мюнстер вступил в альянс с рижским архиепископом, маркграфом Вильгельмом Бранденбургским, противником Генриха фон Галена. Союзники запланировали передать всю Ливонию под верховную власть польского короля и великого князя литовского Сигизмунда Августа. Маршал решил поднять мятеж и захватить крепость Дюнамюнде, но не получил поддержки армии. В конце мая 1556 года Каспар фон Мюнстер бежал из Ливонии в ВКЛ, где длительное время проживал в Ковно. После бегства Мюнстера новым ливонским ландмаршам был назначен комтур Кулдиги Кристоф фон Нойхоф.
В 1561 году Каспар фон Мюнстер смог вернуться в Ливонию, где был назначен комтуром Виндавы, занимал должность до 1562 года. В дальнейшем бывший ландмаршал проживал в городе Ашераден, во владениях курляндского герцога Готхарда фон Кетлера. В 1577 года огромная русская армия под предводительством царя Ивана Грозного вторглась в южную Ливонию. Русские войска взяли ряд городов, в том числе и Ашераден. По царскому приказу Каспар фон Мюнстер был ослеплен и забит кнутами насмерть.